# Козаковське сільське поселення (Ярський район)
Козако́вське сільське поселення (рос. Казаковское сельское поселение) — муніципальне утворення у складі Ярського району Удмуртії, Росія. Адміністративний центр — присілок Тум.

## Господарство
В поселенні діють: 2 школи, 2 бібліотеки, 2 клуба. З підприємств працюють ТОВ «В'ятка», СГА «Новий труд».

## Населення
Населення — 338 осіб (2017; 381 у 2015, 453 в 2012, 471 в 2010, 766 у 2002).

## Склад
До складу поселення входять такі населені пункти:
| Населений пункт    | Населення, осіб (2002) | Населення, осіб (2010) | Населення, осіб (2012) |
| ------------------ | ---------------------- | ---------------------- | ---------------------- |
| Баяран, присілок   | 139                    | 92                     | 83                     |
| Козаково, присілок | 56                     | 5                      | 6                      |
| Тум, присілок      | 192                    | 138                    | 140                    |
| Озерки, присілок   | 316                    | 212                    | 201                    |
| Чабирово, присілок | 63                     | 24                     | 23                     |